# Johannes Schwarz (Politiker)

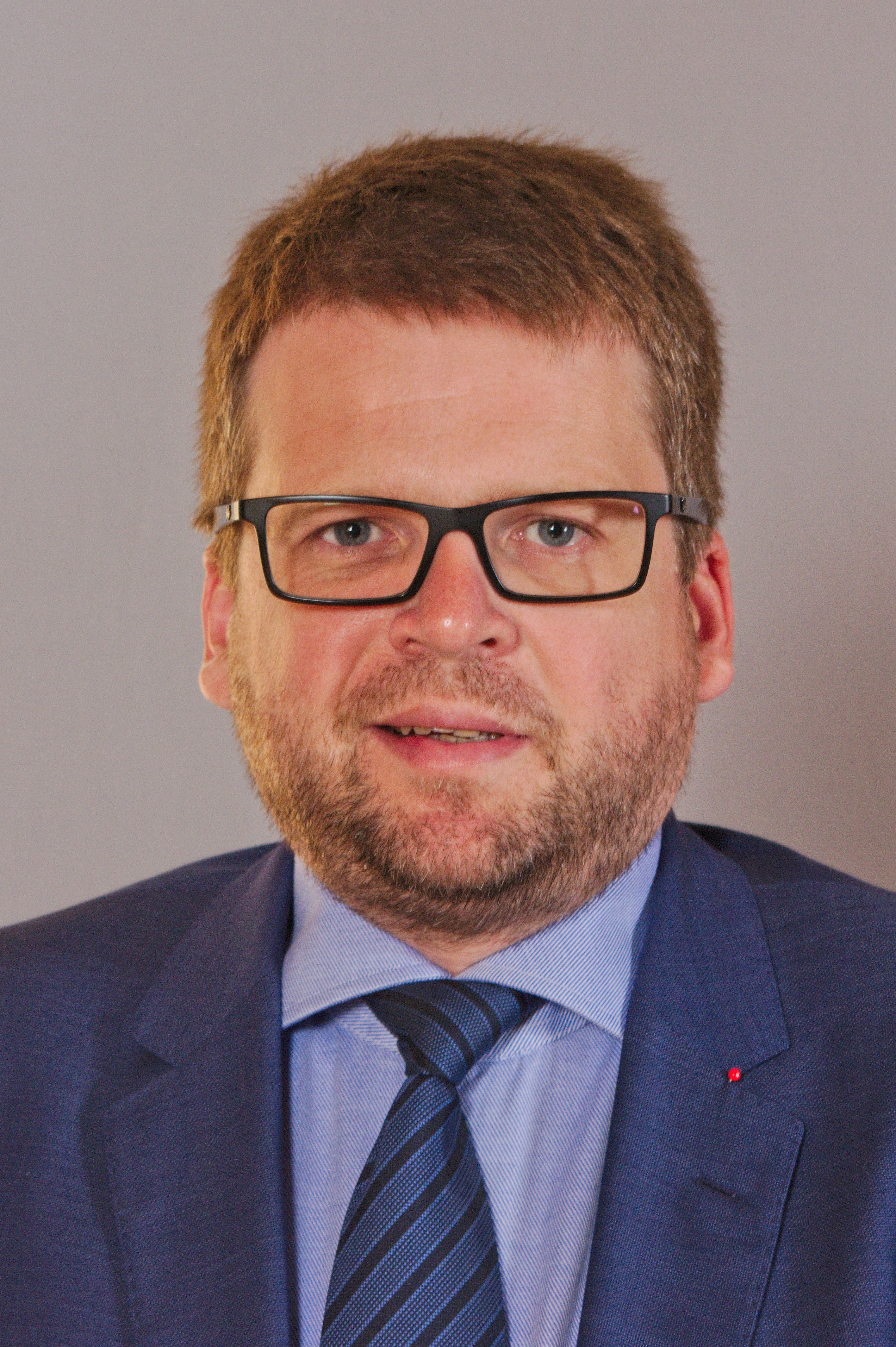
Johannes Schwarz, 2016

Johannes Schwarz (* 2. Februar 1977 in Leoben) ist ein österreichischer Politiker (SPÖ). Er ist seit 2005 Abgeordneter zum Steiermärkischen Landtag.
Schwarz ist beruflich als Landesbediensteter tätig und politisch als Landesvorsitzender der Jungen Generation Steiermark aktiv. Er ist zudem stellvertretender SPÖ-Landesparteivorsitzender und vertritt die SPÖ seit dem 25. Oktober 2005 im Landtag. Schwarz hat die Funktion des Bereichssprechers für Finanzen und Beteiligungen im SPÖ-Landtagsklub inne.